# 寺島町
寺島町（てらじままち、てらじまちょう）は、かつて東京府南葛飾郡に存在した町である。
現在の墨田区北部に相当する。

## 沿革

### 寺島村の起源
鎌倉時代、当地に法泉寺、蓮華寺の2寺が開基され、これが機縁となり、寺島/寺嶋と呼称されるに至った。1398年（応永5年）の葛西御厨（伊勢神宮に寄進された荘園）の郷名の一つとして、寺嶋の名が記録されている。
江戸時代には将軍家の鷹場（御拳場/おこぶしば）の一つである「葛西筋」45箇村の内に含まれ、鷹狩の場としても活用された。
- 1889年（明治22年）5月1日 - 町村制の施行に伴い、南葛飾郡寺島村の大部分および以下の6村の各一部をもって、寺島村（てらじまむら）が成立。括弧内は、残部の編入先を示す。
  - 寺島村（吾嬬村、大木村）
  - 中ノ郷村（本所区、亀戸村）
  - 隅田村（隅田村、南綾瀬村）
  - 若宮村（隅田村、立石村）
  - 大畑村（吾嬬村、大木村）
  - 請地村（本所区、吾嬬村、大木村）
  - 須崎村（本所区、吾嬬村、大島村）
- 1923年（大正12年）4月1日 - 町制施行して寺島町となる。
- 1929年（昭和4年）5月15日 - 吾嬬町との境界を変更。
- 1930年（昭和5年）4月1日 - 従来の大字名・字名を全廃し、新たに大字一丁目〜八丁目を設置。
- 1932年（昭和7年）10月1日 - 寺島町を含む南葛飾郡の全域が東京市に編入され、向島区の一部となる。従来の大字に「寺島町」を冠し、寺島町一丁目～寺島町八丁目となる。

その後区の再編により墨田区となってからも「寺島町」は地名として使用されていたが、1964年（昭和39年）7月1日に墨田区で住居表示の施行が開始。寺島町三丁目の全域が堤通一丁目・二丁目、寺島町一丁目の一部が向島五丁目、寺島町二丁目の一部が向島四丁目、寺島町四丁目の一部が押上二丁目となった。その後も各所で住居表示が施行され、12月1日に寺島町八丁目が八広一・五丁目、寺島町六丁目の一部が八広六丁目となったことにより、寺島町の名は消滅した。

## 町長
- 有馬秀雄 1869年（明治2年）- 1954年（昭和29年）
- 渋谷雄太郎 1887年（明治20年） - 1961年（昭和36年）

## 字名・現在の地名

### 明治44年時点での大字・字・番地
出典
「馬場」等の名称は、明治8年（1875）、従来の小名や、耕地等に付けられた字名を整理して、新たに行政上の字の名称として定められたものである。
- 大字寺島
  - 馬場 1～286番地
  - 北玉ノ井 287～530番地
  - 本玉ノ井 531～827番地
  - 長浦 828～981番地
  - 北居村 982～1221番地
  - 南居村 1222～1414番地
  - 前沼 1415～1594番地
  - 中堰 1595～1709番地
  - 新田 1710～2127番地
  - 深瀬入 2128～2285番地
  - 水道向 2286～2740番地
  - 堤外 2741～2960番地
- 大字中ノ郷
  - 殿田 204～211番地
- 大字隅田
  - 寺島境 1254～1255番地
- 大字若宮
  - 大道南 246～250番地
- 大字大畑
  - 西 778～785番地
- 大字請地
  - 葭沼 1035～1036、1051～1099番地
  - 沼田 1100～1101、1213～1224番地
  - 大畑前 1225～1268番地
- 大字須崎
  - 殿田 252～317番地

### 昭和5年改正後の大字名
- - 一丁目
  - 二丁目
  - 三丁目
  - 四丁目
  - 五丁目
  - 六丁目
  - 七丁目
  - 八丁目

### 昭和39～40年住居表示施行後の地名
出典
- 墨田一丁目（全域）、二丁目～四丁目（各一部）
- 東向島一丁目～六丁目（全域）
- 堤通一丁目（全域）、二丁目（一部）
- 向島四丁目・五丁目（各一部）
- 押上二丁目（一部）
- 京島一丁目～三丁目（各一部）
- 八広一丁目・五丁目・六丁目（各一部）

## 神社仏閣

### 神社
- 白鬚神社（東向島3-5）天暦5年（951）創建。寺島村の鎮守。
- 高木神社（押上2-37）応仁2年（1468）創建。寺島村新田の鎮守。
- 長浦神社（東向島6-27）寺島村長浦の鎮守。

- 多賀神社（東向島3-18）向島百花園内。

### 寺院
- 晴河山法泉寺（東向島3-8）曹洞宗。鎌倉時代初期、葛西清重により開基された。
- 清瀧山蓮華寺（東向島3-23）真言宗智山派。寛元4年（1246年）北条時頼により鎌倉で開基されたと伝えられ、弘安3年（1280年）当地に移転した。
- 海福山正圓寺（押上2-37）天台宗。応仁2年（1468）開山。
- 子育地蔵堂（東向島3-2）
- 福禄寿尊堂（東向島3-18）向島百花園内。

## 教育

### 小学校
- 第一寺島小学校
- 第二寺島小学校
- 第三寺島小学校

### 中学校
- 向島中学校
- 寺島中学校

### 高等学校
- 東京都立墨田川高等学校

### 図書館
- 寺島図書館

## 関連作品

### 評伝
- 『幸田露伴』塩谷賛
- 『小倉常吉伝』奥田英雄 昭和51年（1976）
- 『滝田ゆう奇譚』深谷考 平成18年（2006）
- 『ぬけられますか—私漫画家 滝田ゆう』校條剛 平成18年（2006）

### 小説
- 『春泥』久保田万太郎 昭和3年（1928）
- 『水族館』堀辰雄 昭和5年（1930）
- 『濹東綺譚』永井荷風 昭和12年（1937）
- 『みそつかす』幸田文 昭和26年（1951）
- 『おとうと』幸田文 昭和32年（1957）

### 詩歌
- 北原白秋「片恋」（詩集『東京景物詩乃其他』）

### 漫画
- 『寺島町奇譚』滝田ゆう

### 絵画
- 『雪に暮るる寺島村』川瀬巴水 大正9年（1920）（「東京十二題」の内）
- 『白ひげ橋』藤牧義夫 昭和8年（1933）
- 『隅田川両岸画巻』藤牧義夫 昭和9年（1934）

### 落語
- 白鬚橋

### 演劇
- 歌舞伎『青砥稿花紅彩画』（弁天小僧）
- 『濹東綺譚』
- 『おとうと』

### 映画
- 『おとうと』
- 『濹東綺譚』
- 『濹東綺譚』

### ドラマ
- 『ドブネズミ色の街』昭和38年（1963）12月28日放送 NHK「テレビ指定席」
- 『寺島町奇譚』昭和51年（1976）NHK「土曜ドラマ」
- 『おとうと』平成2年（1990）TBS「月曜ドラマスペシャル」

## 交通

### 舟運
- 橋場の渡し（白鬚の渡し） ほぼ現在の白鬚橋の位置に当たる。対岸の橋場に渡していた。
- 寺島の渡し（中の渡し） 平作堀（現在の墨堤通りの墨田区立堤通公園、首都高速道路向島出口附近）から、対岸の橋場今戸の境界附近に渡していた。昭和9年（1934）頃まで存在した。

#### 一銭蒸気
1区画の運賃が1銭であったことから「一銭蒸気」と称された蒸気船で、千住吾妻汽船会社（後に吾妻急行汽船）等の会社によって運行された。寺島村の区域内では、現在の白鬚橋の位置に「小松島」停留所があった。

### 鉄道
- 東武鉄道
  - 伊勢崎線：曳舟駅 - 玉ノ井駅
- 京成電鉄
  - 押上線：京成曳舟駅 - 向島駅
- 白鬚線：向島駅 - 長浦駅 - 京成玉ノ井駅 - 白鬚駅
- 東京都電車（都電）
  - 向島線：寺島町一丁目停留場 -  寺島町二丁目停留場

### バス
- 京成バス
- 都営バス

### 道路
- 墨堤通り
- 地蔵坂通り
- 薬師道
- 大師道
- 曳舟川通り
- 大正通り
- いろは通り
- 平和通り
- 鳩の街
- 水戸街道
- 明治通り

## 名所/名園
- 百花園（向島百花園）
- 岐雲園  岩瀬忠震（岩瀬鷗所。元外国奉行）が蟄居して住んで命名した庭園で、明治維新後には永井尚志、幸田露伴なども住んだ。大正時代には三共会社のベークライト工場の敷地となり、住友ベークライトの時代まで、長らく工場用地として活用された。平成12年（2000）以降は墨田区立白鬚公園の一画となっている。
- 八洲園／小松島遊園  小野義真（日本鉄道社長）の別邸で、隅田川のほとりに広大な池を有した。後に日本電気精器の敷地となった。平成6年（1994）大林組のリバーサイド隅田が竣工した。
- 大倉別邸  大倉喜八郎の別邸で、邸宅の一部は船橋ヘルスセンターに移築され、共栄倉庫の敷地となった。
- 小倉別邸  小倉常吉（小倉石油社長）の別邸で、鍋島家の別邸跡に池田家の屋敷を移築した広壮な邸宅であった。跡地は、向島労働基準監督署、墨田区立あおやぎ保育園、ライオンズマンション東向島ほか一般的な住宅地となっている。

## 産業

### 農業
寺島村であった当時は農業が盛んな地域であり、特にナスの生産で名高かった。蔓細千成種のナスが多く作られた。当地で作られたナスは復活され「寺島茄子」の名で呼ばれる。
『隅田の町々』（昭和55年墨田区発行）記載の農作物
- しそ（紫蘇）
- しょうが（生姜）
- はす（蓮）
- くわい（慈姑）

### 商業
『隅田の町々』（昭和55年墨田区発行）記載の産業
- 玩具製造
- 植木鉢
- 紙加工（「ぶんこ屋」「ひょうし屋」と呼称された。）
- 紺屋・型付屋（染色）

### 会社/工場
明治44年（1911）「東京府南葛飾郡 隅田村・寺嶋村・吾嬬村」地図記載の会社・工場名
- 日本電線会社
- 久野鉄工場
- 日本ギプス工場
- 藤本煉化石工場
- 関東硫曹分工場
- 染絨会社
- 向島染工場、谷岡染工場、玉川染工場、重城染工場
- 高見沢メリヤス工場

#### 大工場
- サトウライト（後に三共会社、日本ベークライト、住友ベークライト）向島工場 大正5年（1916）～昭和62年（1987）
- 久保田鉄工
- 日本電気精器